# Ottetto (musica)
In musica, l'ottetto è un complesso musicale di otto esecutori. Il termine indica anche una composizione musicale per tale organico.

## Musica colta
Nella musica classica, gli ottetti sono tra i complessi con più elementi della musica da camera. Nonostante nel XVIII secolo partiture per otto elementi fossero piuttosto frequenti per serenate e divertimenti, la parola ottetto (Oktett in tedesco) comparve per la prima volta all’inizio del XIX secolo come titolo di una composizione di Luigi Ferdinando di Prussia, il cui Ottetto op. 12 (pubblicato postumo nel 1808) include piano, clarinetto, due corni, due violini e due violoncelli.